# Phoenix Roadrunners (IHL)
Die Phoenix Roadrunners waren ein US-amerikanisches Eishockeyfranchise der International Hockey League aus Phoenix, Arizona. Ihre Heimspielstätte war die Arizona Veterans Memorial Coliseum.

## Geschichte
Die Phoenix Roadrunners setzten 1989 den Spielbetrieb der Denver Rangers in der International Hockey League fort. In ihrer ersten Spielzeit 1989/90 erreichten die Roadrunners mit 65 Punkten den fünften Platz der West-Division in der IHL und verpassten somit die Play-offs. Diese konnten in der folgenden Spielzeit erreicht werden. Der Klub schied schließlich in der zweiten Runde aus. Nachdem sich die Roadrunners in den folgenden drei Jahren nicht für die Endrunde qualifizieren konnten, gelang dies erst wieder 1994/95. Im Jahr 1997 wurde der Verein aufgelöst.

## Saisonstatistik
Abkürzungen: GP = Spiele, W = Siege, L = Niederlagen, T = Unentschieden, OTL = Niederlagen nach Overtime SOL = Niederlagen nach Shootout, Pts = Punkte, GF = Erzielte Tore, GA = Gegentore, PIM = Strafminuten
| Saison    | GP | W  | L  | T | OTL | SOL | Pts | Platz          | Playoffs                   |
| 1989–1990 | 82 | 27 | 44 | 0 | 11  | —   | 65  | 5., West       | nicht qualifiziert         |
| 1990–1991 | 82 | 38 | 36 | 0 | 9   | —   | 85  | 3., West       | Niederlage in der 2. Runde |
| 1991–1992 | 82 | 29 | 46 | 0 | 7   | —   | 65  | 5., West       | nicht qualifiziert         |
| 1992–1993 | 82 | 26 | 50 | 0 | 6   | —   | 58  | 3., Pacific    | nicht qualifiziert         |
| 1993–1994 | 81 | 40 | 36 | 0 | 5   | —   | 85  | 3., Pacific    | nicht qualifiziert         |
| 1994–1995 | 81 | 41 | 26 | 0 | 14  | —   | 96  | 3., South-West | Niederlage in der 2. Runde |
| 1995–1996 | 82 | 36 | 35 | 0 | 11  | —   | 83  | 3., South      | Niederlage in der 1. Runde |
| 1996–1997 | 82 | 27 | 42 | 0 | 13  | —   | 67  | 5., South      | nicht qualifiziert         |

## Bekannte Spieler
- Aki-Petteri Berg
- Bruce Boudreau
- Tim Breslin
- Mario Gosselin
- Robert Lang
- Steve McKenna
- Sean O’Donnell
- Yanic Perreault
- Jamie Storr
- Stéphane Richer
- Tim Watters

## Trainer
- Garry Unger (1989–1990)
- Ralph Backstrom (1990–1992)
- Tim Bothwell (1992–1994)
- Rick Dudley (1994)
- Rob Laird (1994–1996)
- John Perpich (1996–1997)